# Tanúsító védjegy
A tanúsító védjegy (angolul certification mark) az egyik különleges védjegyfajta, amelyre a védjegyjog általános rendelkezéseit meghatározott eltérésekkel lehet alkalmazni. A másik különleges védjegyfajtától, az együttes védjegytől való alapvető eltérés az, hogy az együttes védjegyet egy kollektíva tagjai használhatják, míg a tanúsító védjegyet a jogosult maga nem használja, hanem minőségtanúsítást végez mások, a használók számára.
A legtöbb külföldi ország védjegyjoga nem szabályozza, nem ismeri a tanúsító védjegy intézményét.

## A magyar szabályozás
A magyar védjegytörvény meghatározása szerint: "A tanúsító védjegy olyan védjegy, amely meghatározott minőségű vagy egyéb jellemzőjű árukat vagy szolgáltatásokat azzal különböztet meg más áruktól vagy szolgáltatásoktól, hogy e minőségüket vagy jellemzőjüket tanúsítja."

### Előzményei
A tanúsító védjegy mint különleges védjegyfajta az angolszász jogrendszerből származik, az Amerikai Egyesült Államok illetve az Egyesült Királyság védjegyjoga évtizedek óta ismeri.
Magyarországon a tanúsító védjegy oltalmát a védjegyek és földrajzi árujelzők oltalmáról szóló 1997. évi XI. törvény vezette be, 1997. július 1-jei hatállyal. (A kifejezés korábbról is ismert volt, mivel az egykori KERMI minőségellenőrző vállalat is "tanúsító védjegy"ként tüntette fel saját védjegyeit az 1970-es és 1980-as években.)

### A tanúsító védjegy az 1997. évi XI. törvényben
A védjegyek és földrajzi árujelzők oltalmáról szóló 1997. évi XI. törvény IV. részének XIV. fejezete rendelkezik a tanúsító védjegyről. A tanúsító védjegy oltalmára az együttes védjegyek oltalmára vonatkozó különleges rendelkezéseket, míg a IV. részben nem szabályozott kérdésekben a védjegyekre és oltalmukra vonatkozó általános rendelkezéseket kell alkalmazni.

#### A tanúsító védjegy jogosultja
A tanúsító védjegy jogosultjának versenyfüggetlennek kell lennie a védjegy használóitól. A védjegytörvény szerint ezért nem lehet bárki tanúsító védjegy jogosultja. A tanúsító védjegyet törölni kell akkor is, ha a bejelentést arra nem jogosult nyújtotta be.

Nem szerezhet oltalmat tanúsító védjegyre
- a) az a vállalkozás, amely az árujegyzékben szereplő árut előállítja, forgalomba hozza, az országba behozza vagy az árujegyzékben szereplő szolgáltatást nyújtja;
- b) az a vállalkozás, amely - a tisztességtelen piaci magatartás és a versenykorlátozás tilalmáról szóló törvény értelmében - nem független az a) pontban említett vállalkozástól;
- c) az a vállalkozás, amellyel az a) pontban említett vállalkozás egyébként - az árujegyzékben szereplő árukkal és szolgáltatásokkal összefüggésben - tartós jogviszonyban áll.

Sajátos rendelkezés továbbá, hogy a tanúsító védjegy jogosultja a tanúsító védjegyet maga nem használhatja, engedélyezi azonban annak használatát az előírt minőségi követelményeknek vagy egyéb jellemzőknek megfelelő árukkal vagy szolgáltatásokkal kapcsolatban.

#### A szabályzat
- A tanúsító védjegy lajstromozásának feltétele a törvényben előírt szabályzat csatolása. A szabályzatnak tartalmaznia kell
  - a) a védjegyjogosult elnevezését és székhelyét,
  - b) a minőség tanúsításának szabályait,
  - c) a tagság feltételeit,
  - d) a védjegyhasználat feltételeit,
  - e) a védjegy használatának ellenőrzésére vonatkozó előírásokat,
  - f) a jogosulatlan védjegyhasználattal szembeni fellépés rendjét.[3]

## A hungarikum tanúsító védjegy
A nemzeti értékekről és hungarikumokról szóló 2012. évi XXX. törvény 18. §-a elrendeli egy új tanúsító védjegy létrehozását és bevezetését. Eszerint a Hungarikumok Gyűjteményében szereplő termékek, eljárások, készítési módok, sportelemek és szolgáltatások széles körben történő megismertetésének elősegítése, színvonaluk és minőségük folyamatos fenntartása érdekében hungarikum tanúsító védjegy kerül bevezetésre. A hungarikum tanúsító védjegy lajstromozása iránti nemzeti bejelentést, valamint a közösségi védjegybejelentést az agrár-vidékfejlesztésért felelős miniszter teszi meg.A hungarikum tanúsító védjegy használatát a védjegyjogosult engedélyezi, pályázati úton kiválasztott alkotók számára. A hungarikum tanúsító védjegy piaci bevezetése és népszerűsítése, valamint a hungarikum tanúsító védjegy szabályzatában foglalt követelmények teljesülésének az ellenőrzése az agrár-vidékfejlesztésért felelős miniszter feladata.

## Az európai uniós védjegyjogban
Az EU közösségi védjegyjoga 2016. márciusa előtt nem ismerte a közösségi tanúsító védjegy fogalmát, ezért csak együttes közösségi védjegy bejelentése volt lehetséges.A 2016. március 23-án hatályba lépett új európai uniós védjegyrendelet viszont bevezette az európai uniós tanúsító védjegy fogalmát illetve lajstromozásának lehetőségét.

### Fogalma
Az európai uniós tanúsító védjegy olyan védjegy, „amely alkalmas arra, hogy a védjegyjogosult által az anyagösszetétel, az áruk gyártási módja vagy a szolgáltatásnyújtás módja, illetve a minőség, a pontosság vagy egyéb jellemzők tekintetében – a földrajzi eredet kivételével – tanúsított árukat és szolgáltatásokat megkülönböztesse az ilyen tanúsítással nem rendelkező áruktól és szolgáltatásoktól“.